# Massif du Mendaur
Le massif du Mendaur fait partie des Pyrénées en Navarre, dans les comarques de Malerreka et Bortziriak.
Son plus haut sommet est le Mendaur.

## Sommets
1. Mendaur (1 130 m[1]) 43° 09′ 20″ nord, 1° 43′ 09″ ouest
2. Mendieder (1 071 m[2]) 43° 09′ 43″ nord, 1° 43′ 36″ ouest
3. Arainburu (1 054 m[3]) 43° 09′ 38″ nord, 1° 46′ 15″ ouest
4. Loitzate (1 048 m[4]) 43° 09′ 24″ nord, 1° 47′ 00″ ouest
5. Ekaitza (1 046 m[5]) 43° 09′ 22″ nord, 1° 45′ 14″ ouest
6. Komizko Gaina (1 037 m[6]) 43° 10′ 09″ nord, 1° 45′ 57″ ouest
7. Iramendi (1 014 m[7]) 43° 08′ 50″ nord, 1° 46′ 40″ ouest
8. Atzurdi Punta (1 004 m[8]) 43° 09′ 19″ nord, 1° 42′ 33″ ouest
9. Putzuetako Gaina (992 m[9]) 43° 09′ 40″ nord, 1° 47′ 23″ ouest
10. Larrainsoro (958 m[10]) 43° 09′ 00″ nord, 1° 47′ 50″ ouest
11. Mendibilla (949 m[11]) 43° 09′ 49″ nord, 1° 48′ 37″ ouest
12. Amonamotzeko Kaskoa (947 m[12]) 43° 10′ 05″ nord, 1° 48′ 15″ ouest
13. Lexarburu (916 m[13]) 43° 06′ 47″ nord, 1° 46′ 53″ ouest
14. Oltzorrotz (895 m[14]) 43° 08′ 41″ nord, 1° 44′ 48″ ouest
15. Negusoro (863 m[15]) 43° 10′ 34″ nord, 1° 45′ 27″ ouest
16. Arantzazelai (860 m[16]) 43° 08′ 49″ nord, 1° 44′ 53″ ouest
17. Intsustiko goia (857 m[17]) 43° 06′ 58″ nord, 1° 46′ 50″ ouest
18. Artxinga (852 m[18]) 43° 07′ 23″ nord, 1° 46′ 38″ ouest
19. Mairubaratzeta (850 m[19]) 43° 10′ 14″ nord, 1° 43′ 17″ ouest
20. Lizartzeta (849 m[20]) 43° 07′ 51″ nord, 1° 46′ 09″ ouest
21. Arramaletako Kaskoa (844 m[21]) 43° 09′ 59″ nord, 1° 49′ 08″ ouest
22. Ganbelar (809 m[22]) 43° 08′ 52″ nord, 1° 43′ 49″ ouest
23. Deskargako Torrea (737 m[23]) 43° 09′ 33″ nord, 1° 49′ 59″ ouest
24. Zipuru (724 m[24]) 43° 11′ 00″ nord, 1° 42′ 52″ ouest
25. Apaola (682 m[25]) 43° 11′ 47″ nord, 1° 41′ 26″ ouest
26. Oianberri (653 m[26]) 43° 12′ 16″ nord, 1° 41′ 07″ ouest
27. Urkidi (627 m[27]) 43° 11′ 24″ nord, 1° 41′ 44″ ouest
28. Peromendi (599 m[28]) 43° 10′ 20″ nord, 1° 42′ 22″ ouest
29. Axkin (558 m[29]) 43° 08′ 59″ nord, 1° 40′ 52″ ouest
30. Biminttueta (549 m[30]) 43° 10′ 33″ nord, 1° 50′ 00″ ouest
31. Gorosketako Kaskoa (549 m[31]) 43° 10′ 48″ nord, 1° 50′ 38″ ouest
32. Bunogain (495 m[32]) 43° 08′ 54″ nord, 1° 41′ 18″ ouest
33. Tartolako Kaskoa (471 m[33]) 43° 10′ 58″ nord, 1° 50′ 57″ ouest